# كارل ديفيس (لاعب كرة قدم أمريكية)
كارل ديفيس (بالإنجليزية: Carl Davis)‏ هو لاعب كرة قدم أمريكية أمريكي، ولد في 2 مارس 1992 في ديترويت في الولايات المتحدة.

## وصلات خارجية
- كارل ديفيس على موقع مرجع كرة القدم المحترفة.كوم (الإنجليزية)